# Cirrhilabrus blatteus
Cirrhilabrus blatteus Springer & Randall, 1974 è un pesce d'acqua di mare appartenente alla famiglia Labridae.

## Distribuzione e habitat
Proviene dalle barriere coralline del Mar Rosso. È una specie che nuota molto vicina alla superficie, tra 1 e 2 m di profondità.

## Descrizione
Presenta un corpo compresso lateralmente e allungato, con la testa arrotondata. La lunghezza massima registrata è di 16 cm.
Gli esemplari giovanili si distinguono facilmente dagli adulti. I primi sono rosa con le pinne giallastre debolmente striate di verde o rosso. Gli adulti, invece, presentano un'evidente linea rossa lungo i fianchi, striature pallide sulla testa, la pinna dorsale e la pinna anale bordate di azzurro e la pinna caudale con i raggi esterni nettamente meno allungati di quelli interni, verde e blu.

## Biologia

### Comportamento
I maschi adulti sono territoriali.

### Alimentazione
Ha una dieta composta prevalentemente da zooplancton.

## Conservazione
Questa specie viene classificata come "a rischio minimo" (LC) dalla lista rossa IUCN perché è diffusa in alcune aree marine protette e non ci sono particolari pericoli che la minacciano.